# Flamersheim
Flamersheim is een plaats in de Duitse gemeente Euskirchen, deelstaat Noordrijn-Westfalen, en telt 2459 inwoners (2006).

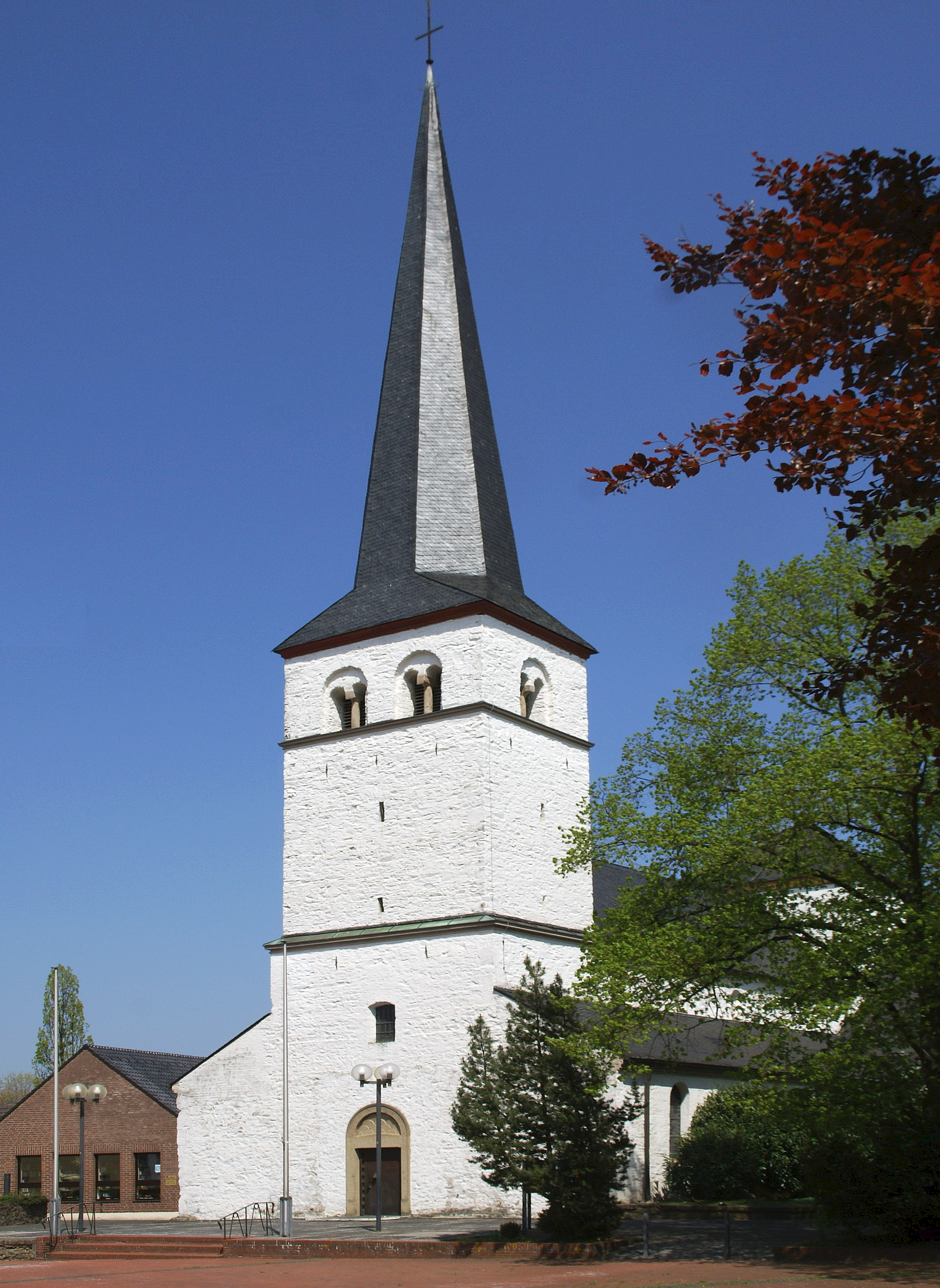
Kerk